# Bisley (Gloucestershire)
Bisley – wieś w Anglii, w hrabstwie Gloucestershire, w dystrykcie Stroud. Leży 15 km na południowy wschód od miasta Gloucester i 142 km na zachód od Londynu.